# اوبردورف ام هوخگ
اوبردورف ام هوخگ (به آلمانی: Oberdorf am Hochegg) یک منطقهٔ مسکونی در اتریش است که در زودوست‌اشتایرمارک واقع شده‌است. اوبردورف ام هوخگ ۱۲٫۵۷ کیلومتر مربع مساحت دارد ۳۵۰ متر بالاتر از سطح دریا واقع شده‌است.